# Station Edmonton Green
Edmonton Green is een spoorwegstation van National Rail in Enfield in Engeland. Het station is eigendom van Network Rail en wordt beheerd door Greater Anglia. 